# Coppa Italia di calcio da tavolo 1980
La quarta Coppa Italia di calcio da tavolo venne organizzata dalla F.I.C.M.S. a Bologna il 29 e 30 novembre 1980. La competizione si articolò su una selezione regionale delle squadre, le vincitrici di ogni regione accedevano ad un raggruppamento interregionale con criterio geografico (Nord, Centro e Sud). La vincitrice di ogni raggruppamento si qualificò per la "final-four", il SC Puma Montecchio fu ammesso di diritto in quanto detentore del trofeo. I singoli "match" si svolsero tra 3 giocatori per ciascuna squadra che, in tre turni di gioco, si incontrarono tra loro per un totale di 9 partite. Ad ogni singola vittoria vennero attribuiti 2 punti, al pareggio 1, alla sconfitta 0.

## Medagliere
| Pos. | Regione        |   |   |   | Totale |
| ---- | -------------- | - | - | - | ------ |
| 1    | Lombardia      | 1 | 0 | 0 | 1      |
| 2    | Emilia-Romagna | 0 | 1 | 0 | 1      |
| 3    | Campania       | 0 | 0 | 1 | 1      |

## Risultati

### Categoria Squadre

#### Fase Interregionale - Girone Centro

##### Finale
- SC Dark Valley L'Aquila - C.S. Dorico Ancona 11-7

#### Fase Interregionale - Girone Sud

##### Semifinali
- C.S. Savoldi Napoli - S.C. Trani 11-1
- C.S. Reggino - S.C. Akis 12-0

##### C.S. Savoldi Napoli - C.S. Reggino 11-7
| Giuseppe Trovato | Salvatore Cundari | 1-1 |
| Riccardo Marone  | Bruno Bagnato     | 1-5 |
| Raffaele Mancini | Modafferi         | 2-2 |
| Giuseppe Trovato | Bruno Bagnato     | 4-2 |
| Riccardo Marone  | Modafferi         | 4-4 |
| Raffaele Mancini | Salvatore Cundari | 2-1 |
| Giuseppe Trovato | Bruno Bagnato     | 5-2 |
| Riccardo Marone  | Modafferi         | 2-2 |
| Raffaele Mancini | Salvatore Cundari | 3-4 |

#### Final-Four

##### S.C. Puma Montecchio - C.S. Savoldi Napoli 9-9
| Renzo Frignani | Raffaele Mancini | 2-1 |
| Paolo Casali   | Riccardo Marone  | 0-0 |
| Gilli          | Giuseppe Trovato | 1-3 |
| Renzo Frignani | Riccardo Marone  | 4-2 |
| Paolo Casali   | Giuseppe Trovato | 2-2 |
| Amadei         | Raffaele Mancini | 1-4 |
| Renzo Frignani | Giuseppe Trovato | 7-2 |
| Paolo Casali   | Raffaele Mancini | 2-2 |
| Gilli          | Riccardo Marone  | 1-3 |

##### S.C. Diavoli Milano - S.C. Dark valley L'Aquila 14-4
| Carlo Signorelli   | Giuseppe Gola | 1-0 |
| Tommaso Barina     | Andrea Antiga | 1-5 |
| Giancarlo Potecchi | Piero Gola    | 1-0 |
| Carlo Signorelli   | Andrea Antiga | 1-1 |
| Tommaso Barina     | Piero Gola    | 1-1 |
| Giancarlo Potecchi | Giuseppe Gola | 1-0 |
| Carlo Signorelli   | Giuseppe Gola | 4-2 |
| Tommaso Barina     | Piero Gola    | 3-2 |
| Giancarlo Potecchi | Andrea Antiga | 2-0 |

##### S.C.  Puma Montecchio - S.C. Diavoli Milano 9-9
| Renzo Frignani | Giancarlo Potecchi | 1-1 |
| Paolo Casali   | Tommaso Barina     | 5-0 |
| Gilli          | Carlo Signorelli   | 0-3 |
| Renzo Frignani | Stocchi            | 5-1 |
| Paolo Casali   | Carlo Signorelli   | 1-2 |
| Gilli          | De Pascale         | 1-2 |
| Renzo Frignani | Carlo Signorelli   | 4-2 |
| Paolo Casali   | Giancarlo Potecchi | 0-3 |
| Amadei         | Tommaso Barina     | 1-0 |

##### C.S. Savoldi Napoli - C.S. Dark Valley L'Aquila 11-7
| Giuseppe Trovato | Giuseppe Gola   | 6-4 |
| Riccardo Marone  | Andrea Antiga   | 0-2 |
| Raffaele Mancini | Piero Gola      | 0-1 |
| Giuseppe Trovato | Andrea Antiga   | 2-1 |
| Raffaele Mancini | Piero Gola      | 4-2 |
| Mauro Manganello | Giuseppe Gola   | 2-3 |
| Giuseppe Trovato | Piero Gola      | 3-2 |
| Riccardo Marone  | Pierpaolo Pesce | 2-1 |
| Raffaele Mancini | Andrea Antiga   | 1-1 |

##### C.S. Puma Montecchio - C.S. Dark Valley L'Aquila 11-7
| Renzo Frignani | Pierpaolo Pesce | 2-1 |
| Paolo Casali   | Andrea Antiga   | 1-1 |
| Amadei         | Piero Gola      | 0-4 |
| Renzo Frignani | Andrea Antiga   | 5-1 |
| Paolo Casali   | Piero Gola      | 2-1 |
| Gilli          | Pierpaolo Pesce | 2-3 |
| Renzo Frignani | Giuseppe Gola   | 3-2 |
| Paolo Casali   | Pierpaolo Pesce | 4-1 |
| Gilli          | Andrea Antiga   | 1-4 |

##### C.S. Savoldi Napoli - S.C. Diavoli Milano 7-11
| Giuseppe Trovato | Giancarlo Potecchi | 2-0 |
| Riccardo Marone  | Tommaso Barina     | 1-2 |
| Raffaele Mancini | Carlo Signorelli   | 2-0 |
| Giuseppe Trovato | Tommaso Barina     | 4-5 |
| Riccardo Marone  | Carlo Signorelli   | 1-4 |
| Raffaele Mancini | Giancarlo Potecchi | 1-2 |
| Giuseppe Trovato | Carlo Signorelli   | 2-1 |
| Riccardo Marone  | Giancarlo Potecchi | 1-1 |
| Raffaele Mancini | Tommaso Barina     | 3-4 |